# XYZ (anglická hudební skupina)
XYZ byla anglická krátce existující rocková skupina. Název XYZ vznikl z eX-Yes-&-Zeppelin = skupina byla složená z dřívějších členů skupin Yes a Led Zeppelin.

## Sestava
- Jimmy Page - Kytara (dříve Led Zeppelin)
- Chris Squire - Basová kytara, klávesy, zpěv (dříve Yes)
- Alan White - Bicí (dříve Yes)